# Colinas de Boé
Colinas de Boé és una formació d'altiplà al sud-est de Guinea Bissau, una extensió del massís de Fouta-Djalon. En ella hi són registrades les majors elevacions en relació al nivell del mar del territori del país.; El punt més alt té una altura de 361 metres sobre el nivell del mar.
Els turons són formats pels contraforts occidentals del massís de Fouta-Djalon; s'estenen cap a la zona de Corubal i passa gradualment a la planura de Gabú. Es caracteritza per uan sèrie de turons d'altitud mitjana de 300 metres de cimera plana i valls obertes.
Són riques en concentrats de ferro als cims, amb concentrats conglomerats encara més abundants de bauxita (matèria primera de l'alumini); la bauxita té una reserva estimada (però no confirmada) d'uns 110 milions de tones, el que situaria Guinea Bissau com el país amb majors reserves del compost. L'explotació de les mines de bauxita a Colinas de Boé és responsabilitat de l'empresa Bauxite Angola (BxA)
A Colinas de Boé va ser on Nino Vieira va proclamar la independència de Guinea Bissau el 24 de setembre de 1973, a Lugadjol.